# Денекин, Иван Игнатьевич
Иван Игнатьевич Денекин — советский хозяйственный, государственный и политический деятель, Герой Социалистического Труда.

## Биография
Родился в 1911 году в Астраханской губернии в русской крестьянской семье.
С 1929 года — на хозяйственной, общественной и политической работе. В 1929—1985 гг. — рабочий, технический руководитель на рыбных заводах, рыбак, бригадир рыболовецкой бригады колхоза «Рассвет Севера» Охотского района Хабаровского края.
Указом Президиума Верховного Совета СССР от 2 марта 1957 года присвоено звание Героя Социалистического Труда с вручением ордена Ленина и золотой медали «Серп и Молот».
Избирался депутатом Верховного Совета СССР 4-го и 5-го созывов.
Умер в 1990 году в Охотске.